# Colors (EP)
Colors é o terceiro e último extended play do grupo sul-coreano/chinês miss A. Ele foi lançado em 30 de março de 2015 pela JYP Entertainment. O álbum é composto em seis faixas, incluindo um single titulado "Only You". Este foi o último lançamento com a formação original do grupo antes do seu fim em dezembro de 2017.

## Antecedentes e lançamento
Em uma entrevista para a Star News realizada em novembro de 2014, o fundador da JYP Entertainment, Park Jin-young, revelou que o grupo começaria a trabalhar no lançamento de seu próximo álbum assim as gravações de The Sound of a Flower, filme estrelado pela integrante Suzy, tivesse suas gravações terminadas em dezembro. Foi programado que o álbum tivesse seu lançamento no verão de 2015, sendo mais tarde anunciado que as garotas teriam seu retorno no cenário musical no primeiro semestre do ano. Em 18 de março de 2015, foi revelado que o álbum seria lançado no dia trinta do mesmo mês, com sua primeira performance ao vivo sendo realizada no mesmo dia no K-Art Hall do Parque Olímpico de Seul.
Quanto ao motivo pelo qual levou mais de um ano para o retorno do grupo, a integrante Min explicou que o processo de encontrar músicas boas para seu álbum foi mais longo do que imaginavam, com a ex-integrante Jia acrescentando que Park Jin-young lhes deu uma de suas músicas, mas que ela não foi incluída por não ter o "sentimento certo".
Uma versão especial do álbum foi lançada em 22 de maio de 2015 em Hong Kong e Taiwan, incluindo as versões chinesas das canções "Only You", "I Caught Ya", e "Stuck", com suas respectivas letras escritas pela ex-integrante Jia.

## Composição
Colors consiste de seis canções de gêneros diversos. A faixa-título, "Only You", foi escrita e composta por Black Eyed Pilseung, que também produziu "Touch My Body" do girl group SISTAR, e é uma canção dance-pop que inclui ritmos de hip-hop e trap. "One Step" é uma canção neo soul retrô que incorpora groove, música eletrônica e sons de piano acústico. A faixa "Love Song" mistura sons de violino com uma batida de trap enquanto "Melting", que foi composta por um grupo de produtores noruegueses conhecidos como Dsign Music, é descrita como uma "simples, porém forte canção" com uma "melodia polida". A letra de "I Caught Ya", que fala sobre uma garota testemunhando seu namorado a traindo, foi escrita pela integrante Suzy. "Stuck" é uma ballad em velocidade média caracterizada com "fortes batidas". A sua letra foi escrita pela integrante Min e é baseada nas experiências da mesma, descrevendo uma história de amor onde a pessoa se pergunta se deve namorar ou não a outra.

## Performance comercial
Colors estreou na terceira posição da Parada de Álbuns do Gaon, enquanto "Only You" estreou na primeira posição da Parada Digital do Gaon para o fim de semana de 4 de abril de 2015. Desde então, as vendas do álbum ultrapassaram 440 mil cópias.

## Lista de faixas
※ Faixas em negrito identificam os singles do álbum.
| Lista de faixas |                                                        |                               |                                                                                |                                                                                |         |  |
| N.º             | Título                                                 | Letras                        | Música                                                                         | Arranjo                                                                        | Duração |  |
| 1.              | "One Step" (한걸음; Hangeoreum)                        | Yorkie Sung Hyun-bin          | Im Gwan-guk (Devine Kei) Ryan Kim (Devine Ryan) Mistazo Kara Tenae Dauri Chase | Im Gwan-guk (Devine Kei) Ryan Kim (Devine Ryan) Mistazo Kara Tenae Dauri Chase | 3:39    |  |
| 2.              | "Only You" (다른 남자 말고 너; Dareun Namja Malgo Neo) | Black Eyed Pilseung Sam Lewis | Black Eyed Pilseung                                                            | Black Eyed Pilseung                                                            | 3:18    |  |
| 3.              | "Love Song"                                            | Daniel Kim                    | Daniel Kim Mayu Wakisaka                                                       | Daniel Kim                                                                     | 3:50    |  |
| 4.              | "Melting" (녹아; Noga)                                 | Daniel Kim                    | Nermin Harambasic Jin Suk Choi Courtney Woolsey David Siegel Jesse Saint John  | Jin Suk Choi                                                                   | 2:59    |  |
| 5.              | "I Caught Ya"                                          | Suzy                          | Hanif "Hitmanic" Sabzevari Henrik Janson Emelie Fjällström                     | Hanif "Hitmanic" Sabzevari                                                     | 4:11    |  |
| 6.              | "Stuck"                                                | Min                           | Sophia Pae Erik Lidbom                                                         | Erik Lidbom                                                                    | 3:12    |  |
| Duração total:  | Duração total:                                         | Duração total:                | Duração total:                                                                 | Duração total:                                                                 | 21:09   |  |

## Desempenho nas paradas musicais
| Parada (2015)                  | Melhor posição |
| ------------------------------ | -------------- |
| Álbuns Sul-Coreanos (Gaon)     | 3              |
| US Álbuns Mundiais (Billboard) | 4              |

## Vendas
| Região               | Vendas   |
| -------------------- | -------- |
| Coreia do Sul (Gaon) | 438,481+ |
| Japão (Oricon)       | 595+     |

## Histórico de lançamento
| Região        | Data                | Formato             | Gravadora                  |
| ------------- | ------------------- | ------------------- | -------------------------- |
| Coreia do Sul | 30 de março de 2015 | CD Download Digital | JYP Entertainment KT Music |
| Mundialmente  | 30 de março de 2015 | Download Digital    | JYP Entertainment          |
| Hong Kong     | 22 de maio de 2015  | CD + DVD            | Universal Music Group      |
| Taiwan        | 22 de maio de 2015  | CD + DVD            | Universal Music Group      |